# 인터프레스
인터프레스(Interpress)는 제록스 파크에서 개발한 페이지 기술 언어로, 포스 프로그래밍 언어와 초기 그래픽스 언어인 JaM을 기반으로 한다. 파크는 이를 상용화하는 데 실패했고, 이에 따라 개발자인 척 게슈케와 존 워녹은 1982년 어도비 시스템즈를 설립하고 포스트스크립트를 개발했다. 인터프레스는 일부 제록스 프린터, 특히 DocuTech 네트워크 생산 발행기에서 사용되며, 제록스 벤투라 퍼블리셔에서 지원된다. 또한 파크의 InterScript(서식 있는 텍스트 워드 프로세서)의 출력 형식으로도 사용된다. 인터프레스는 다른 프로세스(송신기)에 의해 완전히 구성된 문서의 원하는 또는 이상적인 모양을 설명한다. 모든 줄 끝, 하이픈 연결, 줄 맞춤 결정, 그리고 실제로 이미지의 모양과 위치에 대한 모든 결정은 마스터를 생성하기 전에 이루어진다. 장치 독립적인 형식으로서, 의도된 레이아웃을 유지하면서 다양한 장치에서 인쇄할 수 있다.

## 기능 세트
인터프레스는 매우 광범위하므로, 일부 프린터 제조업체는 개발 시간과 비용을 줄이거나 성능을 향상시키기 위해 인터프레스의 일부만 지원하는 것을 선호할 수 있다. 불일치를 방지하기 위해 인터프레스는 세 가지 표준 기능 세트를 정의한다.
상업용 세트
기본 텍스트 또는 스캔된 이미지를 사용하는 데이터 센터에서 요구될 수 있는 텍스트 및 양식 인쇄 애플리케이션용으로 설계되었다.
출판용 세트
상업용 세트의 모든 기능에 더해 곡선, 채워진 윤곽선, 직사각형 클리핑, 합성 그래픽 및 회색조 색상 기능을 포함한다.
전문가용 그래픽 세트
모든 이미징 기능(기본 언어의 유형, 리터럴 및 연산자), 풀 컬러 인코딩 및 인쇄 지침(어니스트 L. 레그에 의해 확장됨)으로 구성된다.
| 인터프레스 세트 | 상업용                      | 출판용                        | 전문가용 그래픽           |
| --------------- | --------------------------- | ----------------------------- | ------------------------- |
| 텍스트          | 90° 회전                    | 90° 회전                      | 모든 회전                 |
| 그래픽          | 클리핑 없음 채워진 직사각형 | 직사각형 클리핑 채워진 윤곽선 | 임의 클리핑 채워진 윤곽선 |
| 색상            | 단색/샘플링된 검정          | 회색조                        | 풀 컬러                   |
| 픽셀            | 이진 배열                   | 이진 배열                     | 회색조 배열               |

## 인쇄 지침
이 기능 세트는 프린터에 사용할 용지(용지 크기, 종류, 색상), 복사본 수, 인쇄할 면, 그리고 스테이플링과 같은 마무리 작업에 대한 지시를 할 수 있도록 한다. 이러한 지침은 선택 사항이며 그 작동은 프린터 기능에 따라 달라진다.

### 예시
| Header "Interpress/Xerox/3.0 " | --표준 헤더--      |
| {instructions}                 | --장치 지침--      |
| BEGIN                          | --마스터 시작--    |
| {preamble}                     | --프리앰블--       |
| {page 1}                       | --첫 페이지--      |
| {page 2}                       | --두 번째 페이지-- |
| END                            | --마스터 끝--      |

더 복잡한 구조에는 중첩 블록과 CONTENTINSTRUCTIONS가 포함될 수 있으며, 이는 콘텐츠-지침 본문과 페이지 본문을 구별하는 데 사용되는 토큰이다. 일반적으로 콘텐츠 지침이 문서 지침보다 우선한다. 중첩 블록 {BEGIN..END}은 작은 문서들로 큰 문서를 구성할 수 있도록 한다.

## 글꼴
이는 문서 전체에 적용되는 경우가 많으므로 프리앰블에서 자주 발견되는 정의이다.
| Header "Interpress/Xerox/3.0 " | --헤더--                        |
| BEGIN                          | --마스터 시작--                 |
| {                              | --프리앰블 시작--               |
| Identifier "Xerox"             |                                 |
| Identifier "XC1-3-3"           |                                 |
| Identifier "Modern"            |                                 |
| 3 MAKEVEC FINDFONT             |                                 |
| 0.00635 SCALE                  | --18포인트 글꼴 생성--          |
| MODIFYFONT                     |                                 |
| 0 FSET                         | --프레임[0]에 배치              |
| Identifier "Xerox"             |                                 |
| Identifier "XC1-3-3"           |                                 |
| Identifier "Modern-Italic"     |                                 |
| 3 MAKEVEC FINDFONT             |                                 |
| 0.00635 SCALE                  | --18포인트 이탤릭체 글꼴 생성-- |
| MODIFYFONT                     |                                 |
| 1 FSET                         | --프레임[1]에 배치              |
| }                              | --프리앰블 끝--                 |
|                                |                                 |
| {                              | --1페이지 시작--                |
| 0 SETFONT                      | --글꼴 설정--                   |
| 0.05 0.25 SETXY                | --위치 설정--                   |
| String "Printing text in "     | --인쇄할 텍스트--               |
| SHOW                           | --텍스트를 이미지로 푸시--      |
| 1 SETFONT                      | --이탤릭체 글꼴 설정--          |
| String "Italics"               | --이탤릭체로 인쇄할 텍스트--    |
| SHOW                           |                                 |
| }                              | --페이지 끝--                   |
| END                            | --마스터 끝--                   |